# آپارنا داس
آپارنا داس (زاده ۱۰ سپتامبر ۱۹۹۵) یک هنرپیشه هندی است که عمدتاً در فیلم‌های مالایایی و تامیل بازی می‌کند. او اولین بازیگری خود را در سال ۲۰۱۸ از طریق نجان پرکاشان (۲۰۱۸) انجام داد.
آپارنا در ۱۰ سپتامبر ۱۹۹۵ از پدر و مادری مالاییایی متولد شد که در مسقط، عمان ساکن شدند. او فارغ‌التحصیل از کالج علوم و هنر سری کریشنا در کویمباتور است. او پس از پایان دوره فوق لیسانس به عنوان حسابدار مشغول به کار شد. او همچنین در طول تحصیل و پس از تحصیل به عنوان مدل برای مؤسسات و مجلات کار کرده بود.
آپارنا داس در ۲۴ آوریل ۲۰۲۴ با دیپاک پارامبول ازدواج کرد.

## فیلم‌شناسی

### فیلم
| سال  | عنوان            | نقش          | زبان‌ها)  | یادداشت | مرجع. |
| ---- | ---------------- | ------------ | -------- | ------- | ----- |
| ۲۰۱۸ | نجان پرکاشان     | عشق باهولیان | مالایایی |         | [ ۳ ] |
| ۲۰۱۹ | منوحرام          | سریجا        | مالایایی |         | [ ۳ ] |
| ۲۰۲۲ | جانور            | آپارنا       | تامیل    |         | [ ۳ ] |
| ۲۰۲۲ | پریان اوتاتیلانو | نینا         | مالایایی |         | [ ۳ ] |
| ۲۰۲۳ | دادا             | سیندو        | تامیل    |         | [ ۴ ] |
| ۲۰۲۳ | آدیکشاوا         | واجرا        | تلوگو    |         | [ ۵ ] |
| ۲۰۲۴ | خانه مخفی        | آیانا        | مالایایی |         | [ ۶ ] |

### نماهنگ
| سال  | فیلم        | نقش      | زبان  | Ref. |
| ---- | ----------- | -------- | ----- | ---- |
| ۲۰۲۱ | نیام نزهلیل | مالایایی | [ ۷ ] |      |